# AVAM
AVAM, Asociación de Artistas Visuales Asociados de Madrid,  es una asociación profesional  española que representa a los artistas visuales que residen en la Comunidad de Madrid.  El objetivo principal es la dignificación del estatus profesional del artista.

## Historia
AVAM, entidad profesional sin ánimo de lucro, surge en Madrid en 2003 como resultado de la fusión de dos asociaciones preexistentes: AMAVI, Asociación Madrileña de Artistas Visuales Independientes, creada en 1996, y la AAPM, Asociación de Artistas Plásticos de Madrid, creada en 1967.
Cuenta con más de 900 artistas asociados de diferentes generaciones que provienen de diversos ámbitos de las artes visuales y cuyas prácticas artísticas abarcan todos los medios de expresión, oscilan entre el arte electrónico, escultura, pintura, vídeo, fotografía, dibujo, grabado, instalaciones, performance.
AVAM trabaja desde su sede en Madrid en el Centro cultural de Matadero, para mejorar las condiciones profesionales de los creadores, a través de su intermediación frente a la práctica artística, de su capacidad de negociación y gestión de nuevos proyectos y de la realización de actividades. En su sede realizan el programa Extensión AVAM en el espacio en Matadero, cuyo fin es generar la participación, debate y visibilidad de las producciones de los artistas.
AVAM es el interlocutor del colectivo artístico ante las administraciones públicas y privadas, mediadores culturales y sociedad en general. Forma parte del Consejo de Cultura de la Comunidad de Madrid, de la Unión de Artistas Visuales Española  y de la Mesa Sectorial del Arte Contemporáneo.

## Actividades
En la página web de la asociación se describen sus objetivos a corto y medio plazo, las mejoras profesionales para socios tanto en el ámbito artístico, político, económico, fiscal y legal ː 
- Programas de ayudas a la creación.
- Programa de formación.
- Jornadas de debate y mesas redondas
- Mapa de recursos profesionales.
- Gestión de descuentos de proveedores especializados.
- Acceso gratuito a museos y ferias de arte.
- Publicaciones y estudios de investigación sobre el sector artístico.
- Convenios con universidades e instituciones de ámbito artístico.
- Base de datos de artistas.

### Ámbito Político
- Dignificación del estatus profesional del artista.
- Reconocimiento de la condición profesional del artista a través del respeto y fomento de los honorarios de artista.
- Negociación con las instituciones sobre la mejora de sus convocatorias y en los casos de censura y abuso de poder sobre los artistas y sus creaciones.
- Negociación con los partidos políticos para que incorporen nuestras demandas en sus programas electorales.
- Consolidar a AVAM como entidad asesora y voz autorizada en materia artística.
- Fortalecimiento de la presencia de las artes visuales en el ámbito docente.

### Ámbito económico, legal y fiscal
- Creación de marco legal y fiscal que se adapte a la realidad profesional del artista.
- Colaboración estable con la entidad de gestión de derechos de autor (Vegap) para el fortalecimiento y reconocimiento de los derechos de autor.
- Exploración de las oportunidades y beneficios económico-fiscales del establecimiento de una Fundación, que a su vez permita a AVAM circunscribirse únicamente en materia política y reivindicativa.
- Negociación de la normalización contractual entre galerías, instituciones y artistas.
- Demanda de la aplicación del 1% cultural en materia del arte contemporáneo.[9]

## Junta directiva
La nueva junta directiva creada en el año 2020 está compuesta por asociados de diferentes generaciones que en algunos casos pertenecieron a juntas directivas anteriores.
Clara Carvajal
Miguel Ángel Beneyto
Teresa Moro
Gabriela Grech
Diego Moya
Rafael Peñalver
Carol Solar
Nieves Correa